# Nu tändas tusen juleljus (альбом)
Nu tändas tusen juleljus (англ. «Now a thousand Christmas candles are lit», с англ. — «Вот загораются тысячи рождественских огней») — студийный альбом шведской певицы, солистки группы ABBA Агнеты Фельтског и её дочери Линды Ульвеус, вышедший в 1981 году.

## Об альбоме
Несмотря на то, что альбом был записан в ноябре 1980 года, он был выпущен лишь в октябре 1981. В состав пластинки вошло 12 рождественнских песен, включая «Jingle Bells», заглавную «Nu tändas tusen juleljus» и другие. Одна из композиций представляла собой попурри из популярных рождественских песен.
В качестве исполнителя на пластинке были указаны просто «Агнета и Линда». Nu tändas tusen julejus дебютировал в шведском альбомном чарте 8 декабря 1981, достиг шестого места и продержался в хит-параде на протяжении четырёх недель.
Nu tändas tusen juleljus стал первым детским альбомом, записанных солисткой ABBA. В 1987 она выпустила вторую пластинку Kom följ med i vår karusell (с англ. — «Прокатитесь с нами на карусели»), рассчитанную на детскую аудиторию, в этот раз записанную с сыном Кристианом.
Помимо выхода в качестве отдельной пластинки, записанные Агнетой и её дочкой песни вошли в сборник Julens Musik. В нём также были представлены рождественские песни с альбома När Juldagsmorgon Glimmar (1972), продюсерами которого стали Бьорн и Бенни из ABBA.

## Список композиций
1. «Nej se det snöar» — 0:56 (Агнета и Линда)
2. «Bjällerklang» (Jingle Bells) — 2.34 (Агнета и Линда)
3. «Nu tändas tusen juleljus» — 2.39 (Агнета и Линда)
4. «Två små röda luvor» — 2.46 (Агнета и Линда)
5. «Nu står jul vid snöig port» — 2.31
6. «Jag såg mamma kyssa tomten» (I Saw Mommy Kissing Santa Claus) — 2.27 (Линда)
7. «När juldagsmorgon glimmar» («Wir hatten gebauet ein stattliches Haus») — 2.27 (Агнета и Линда)
8. «Potpurri»
  1. «Nu har vi ljus här i vårt hus» — 0:48 (Агнета и Линда)
  2. «Tre små pepparkaksgubbar» — 0:49 (Агнета и Линда)
  3. «Räven raskar över isen» — 0:54 (Агнета и Линда)
  4. «Vi äro musikanter» — 0:57 (Агнета и Линда)
  5. «Hej tomtegubbar» — 0:47 (Агнета и Линда)
  6. «Jungfru jungfru kär» («Karusellen») — 1:13 (Агнета и Линда)
  7. «Nu är det jul igen» — 0:44 (Агнета и Линда)
9. «Hej, mitt vinterland» — 2:29 (Бритт Линдеборг и Линда)
10. «Så milt lyser stjärnan» — 2:27 (Линда)
11. «Mössens julafton» — 2:25 (Агнета и Линда)
12. «När det lider mot jul» («Det strålar en stjärna») — 2:33

## Места в хит-парадах
| Чарт (1981)                | Наивысшая позиция |
| -------------------------- | ----------------- |
| Швеция (Sverigetopplistan) | 6                 |

## Участники записи
- Аранжировка: Ларс Карлссон
- Бас-гитара: Рутгер Гуннарссон
- Хор: церковный хор KOS
- Дизайн: Руне Сёдерквист
- Барабаны: Ола Брункерт
- Гитара: Андерс Гленмарк, Лассе Вестманн
- Клавишные: Кйел Охман
- Ведущий голос: Герд Хиллерт
- Перкуссия: Аке Сундквист
- Фотограф: Калле Бенгтссон
- Продюсеры: Агнета Фельтског, Майкл Третов
- Техник: Майкл Третов